# Albert Falkenberg
Albert Falkenberg (* 3. Mai 1871 in Hannover; † 7. August 1945 in Berlin) war ein deutscher Politiker der Weimarer Republik und Reichstagsabgeordneter (SPD) in der 4. Wahlperiode 1928 bis 1930.
Falkenberg war bis 1908 Postbeamter und seit Ende der 1890er Jahre in der zugehörigen Beamtenbewegung aktiv. 1908 bis 1918 fungierte er als Herausgeber verschiedener Beamtenfachzeitschriften und war unter anderem Mitherausgeber des Beamtenjahrbuchs. Zwischen 1908 und 1910 arbeitete er als Redakteur bei der Deutschen Postzeitung und von 1910 bis 1914 war er Redakteur bei der Beamtentageszeitung Deutsche Nachrichten.
Am Ersten Weltkrieg nahm er von 1914 bis 1918 als Marineintendantursekretär teil. Nach dem Krieg war er im November 1918 Mitbegründer und dann auch Direktor, von 1921 bis 1922 dann Pressechef des Deutschen Beamtenbundes. 1919 bis 1921 war er Geheimer Regierungsrat und anschließend Vortragender Rat im Reichsinnenministerium.
Im Juli 1922 war er einer der Mitbegründer des freigewerkschaftlichen Allgemeinen Deutschen Beamtenbundes, dessen Bundesvorsitzender er von Juli 1922 bis 1933 war. Im Februar 1929 übernahm er zugleich den Posten eines Redakteurs beim Bundesorgan Der Beamte des ADB. Durch seine Funktion hatte er verschiedene weitere Aufsichtsratsposten vor allem in dem Allgemeinen Deutschen Beamtenbund nahestehenden Institutionen inne.
Zu diesen zählte auch die 1928 gegründete Beamtenbausparkasse, Heimstättengesellschaft der Deutschen Beamtenschaft m. b. H. (B.B.S.)  in Berlin, deren Geschäftsführung er zusammen mit Ernst Remmers und Max Wagner von 1928 bis 1933 angehörte. Den Vorsitz hatte der als Gründervater geltende Bodenreformer Johannes Lubahn, der ein enger Freund von Adolf Damaschke war. Aus der B.B.S. ging nach der „Gleichschaltung“ 1933 das Beamtenheimstättenwerk als Bausparkasse für den Öffentlichen Dienst hervor, welche sich nach dem Verlust der Gemeinnützigkeit 1976 allmählich zu dem allgemeinen Finanzdienstleister BHW wandelte.
Im August 1928 rückte er auf Grund einer Berichtigung des Wahlergebnisses in den Reichstag ein.